# A Red Hot Romance
A Red Hot Romance è un cortometraggio muto del 1913 diretto e prodotto da Mack Sennett e interpretato da Mabel Normand, Fred Mace e Ford Sterling.

## Produzione
Prodotto dalla Keystone.

## Distribuzione
Il film uscì nelle sale il 27 febbraio 1913, distribuito dalla Mutual Film, programmato in split-reel con un altro cortometraggio, A Doctored Affair.